# Zweidruckventil

Technisches Symbol des Zweidruckventils
Eingänge: Ziffer 1
Ausgang: Ziffer 2

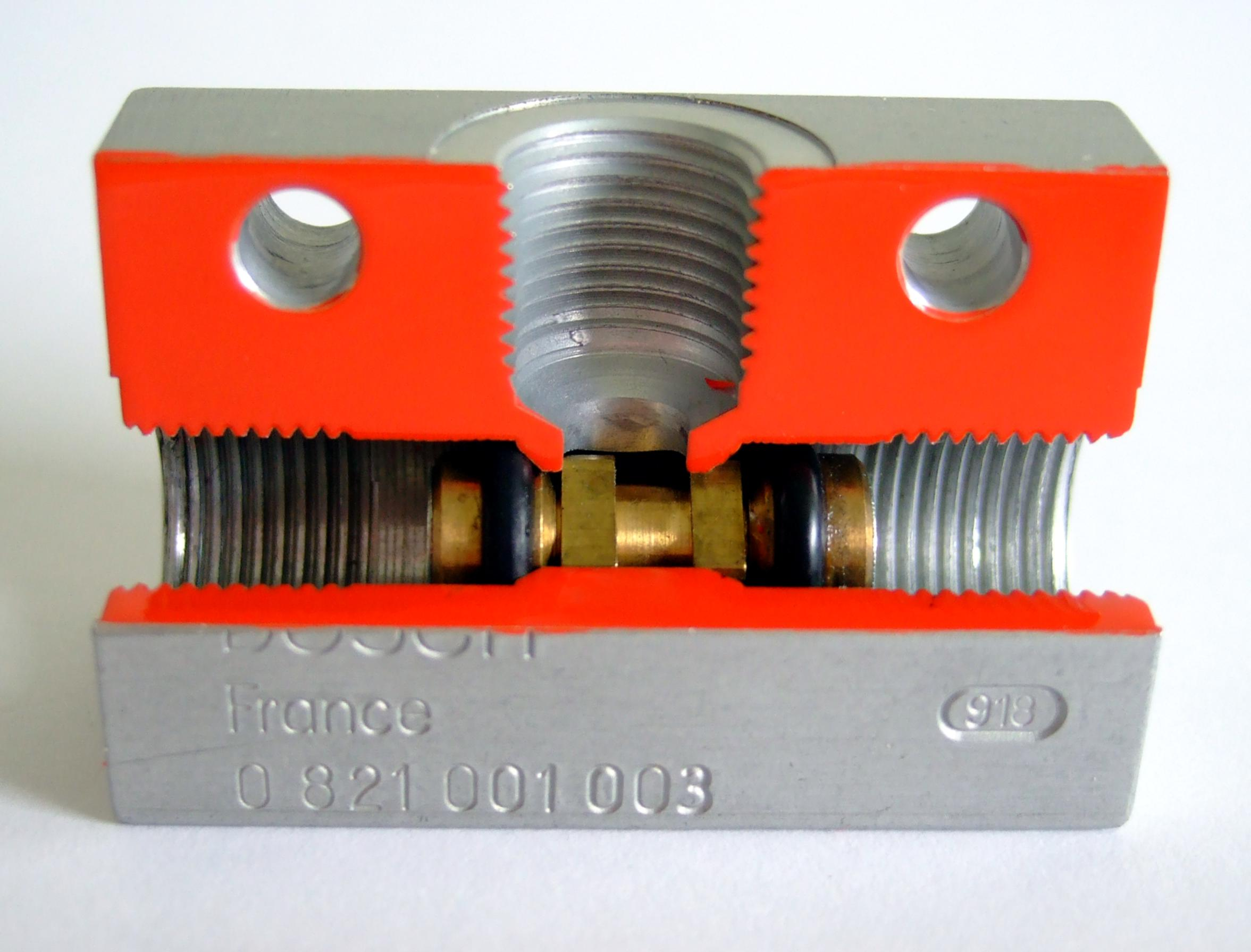
Schnittmodell eines Zweidruckventils

Ein Zweidruckventil ist ein pneumatisches oder hydraulisches Ventil mit zwei Eingängen (Steueranschlüssen) und einem Ausgang.

## Logisches UND (AND)
Das Zweidruckventil stellt eine technische Umsetzung einer UND-Verknüpfung im Bereich der Pneumatik. bzw. der Hydraulik dar:
Wenn an beiden Eingängen ein Drucksignal anliegt, wird ein Ausgangssignal erzeugt. Liegt nur an einem der beiden Eingänge ein Drucksignal an, so entsteht kein Ausgangssignal. 
Wahrheitstabelle Zweidruckventil:
| Eingang 1 | Eingang 2 | Ausgang |
| 0         | 0         | 0       |
| 0         | 1         | 0       |
| 1         | 0         | 0       |
| 1         | 1         | 1       |

## Aufbau und Funktionsweise
Das Zweidruckventil besteht im Regelfall aus einem Gehäuse, zwei Eingangsanschlüssen (in der Grafik seitlich, mit eingehenden Pfeilen), einem Ausgangsanschluss (oben, mit ausgehendem Pfeil) und einem hantelförmigen Schaltkolben (gelb), der mit Kunststoffdichtring (rot) an den Dichtflächen belegt ist.
Grundsätzlich hat das Zweidruckventil nur zwei definierte Schaltstellungen: Der Schaltkolben liegt dabei entweder auf der einen oder der anderen Seite an der Dichtfläche an und der Eingang dieser Seite wird gesperrt. Der jeweils andere Eingang wird dadurch freigegeben und ein dort anstehendes Drucksignal kann zum Ausgang gelangen. 
Schaltzustände:
- Treffen zwei Signale mit ähnlich hohem Druck zu unterschiedlichen Zeitpunkten ein, so gelangt das zuletzt ankommende Signal zum Ausgang.
- Besitzen beide Eingangssignale einen deutlich unterschiedlichen Druck, so verschiebt sich der Schaltkolben aufgrund der Druckdifferenz zum Eingang mit dem niedrigeren Druck und der Eingang mit dem höheren Druck wird gesperrt (in der Grafik jeweils dunkelblau). Das Signal mit dem geringeren Druck gelangt zum Ausgang (hellblau).
  - Liegt nun an nur einem Eingang ein Drucksignal an, so wird entsprechend dieser Eingang durch den Schaltkolben gesperrt und der andere Eingang wird freigegeben. Da an jenem aber kein Druck anliegt, gelangt auch kein Drucksignal zum Ausgang.

Es gibt also nur dann einen Durchfluss durch das Ventil, wenn an beiden Eingängen Druck anliegt und der Durchfluss erfolgt dann stets von der Seite mit dem geringeren Druck.
Die Mittelstellung des Kolbens ist keine definierte Schaltstellung. Bei einem idealtypischen Ventil (ohne Reibung) sollte der Kolben immer zu einer Seite hin abdichten, sobald ein Flüssigkeitsstrom vorliegt.

## Einsatzzweck
Das Zweidruckventil wird in allen pneumatischen und hydraulischen Schaltungen eingesetzt, in denen eine logische UND-Verknüpfung von Drucksignalen von Bedeutung ist. Typisch ist z. B. der Einsatz in einer sog. Zweihandschaltung, bei der zur Bedienung einer pneumatischen bzw. hydraulischen Anlage zwei auseinanderliegende Schalter gleichzeitig betätigt werden müssen, um zu verhindern, dass der Anlagenführer während des laufenden Betriebs in die Maschine fassen kann. Diese Art der Sicherheitsschaltung kann jedoch vom Bediener leicht manipuliert werden.